# Kirche zu den 10.000 Rittern

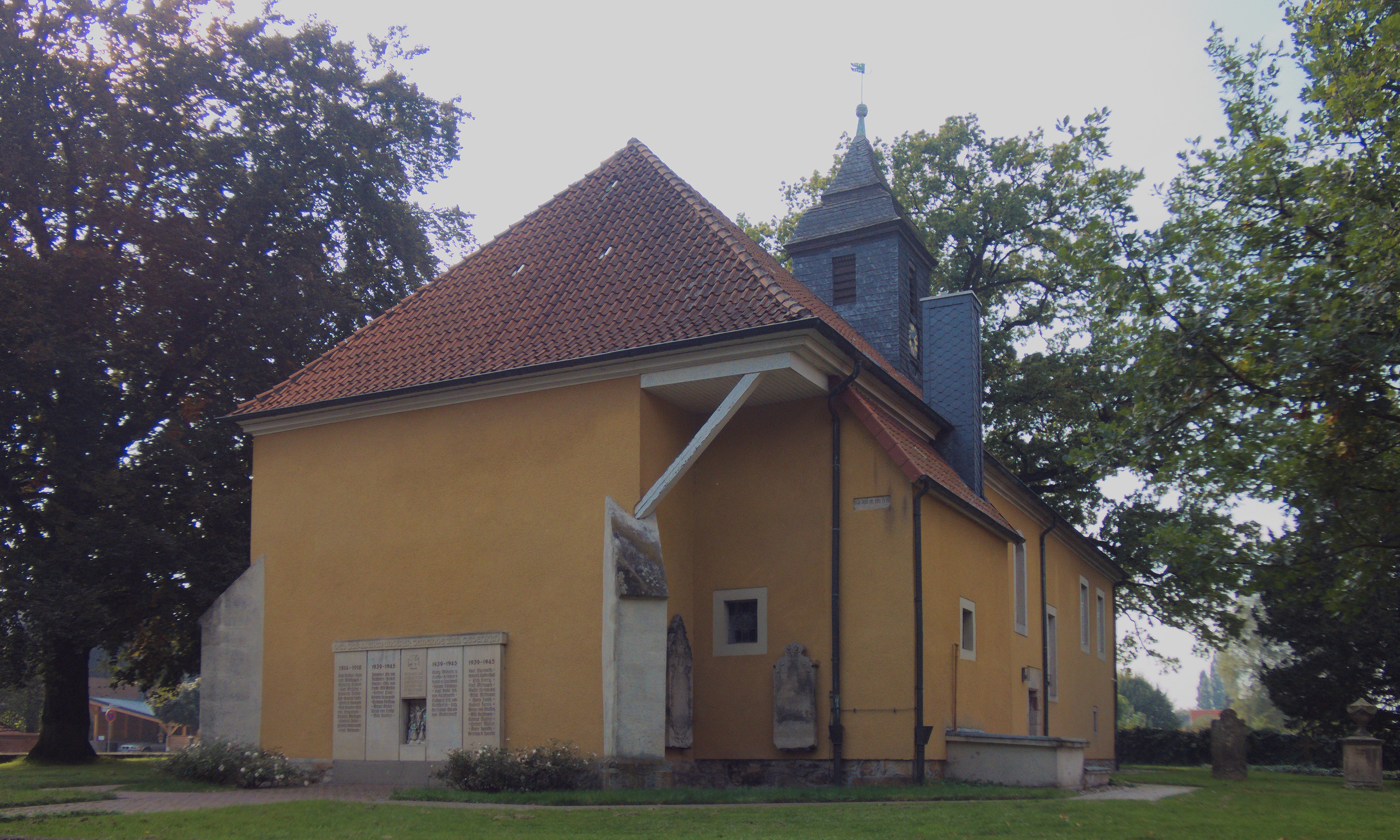
Die Kirche zu den 10.000 Rittern in Lenthe

Die Kirche zu den 10.000 Rittern ist eine evangelisch-lutherische Kirche in dem 1971 in die Stadt Gehrden eingemeindeten Ort Lenthe in der Region Hannover in Niedersachsen. Ihre Kirchengemeinde gehört zum Kirchenkreis Ronnenberg im Sprengel Hannover der Landeskirche Hannovers.

## Geschichte

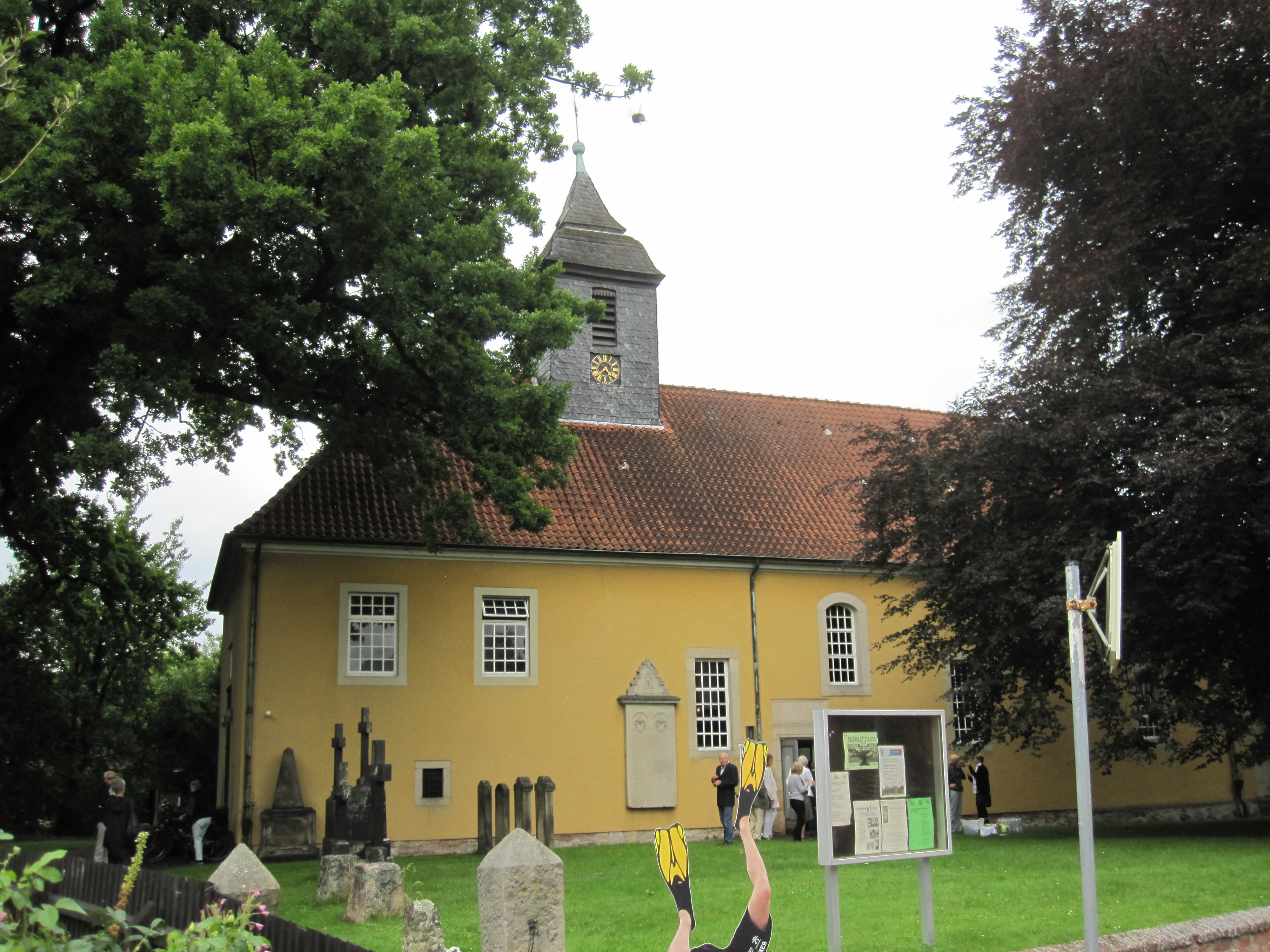
Südseite der Kirche

Im Jahr 1394 stiftete die Familie von Lenthe eine Kirche im Dorf Lenthe. Diese wurde noch im selben Jahr durch den Bischof von Minden eingeweiht.
Durch die Stiftung der von Lenthes wurde eine bereits vorhandene Kapelle zu einer Kirche aufgewertet. Die Kapelle hatte zuvor zur Michaeliskirche in Ronnenberg gehört. Das Kirchenpatronat wird seither von der Familie von Lenthe ausgeübt.
Die aus Stein gemauerte Kirche war dem Martyrium der 10.000 Ritter geweiht, der Altar dem Apostel Thomas, dem heiligen Einsiedler Antonius, der Märtyrerin Catharina und den Heiligen Drei Königen gewidmet.
Während der Reformation im Fürstentum Calenberg wurde die Lenther Kirche zwischen 1542 und 1544 evangelisch. Im 18. Jahrhundert erfolgte ein grundlegender Umbau des Gebäudes.
Im Zuge von Einsparungen im 20. Jahrhundert wurden die Pfarrstellen von Lenthe, Northen und Benthe zusammengelegt.

## Beschreibung
Das Gebäude wurde 1690 durch den Anbau einer oberirdischen Gruft für die Familienmitglieder des Untergutes an der Nordwestseite erweitert.
1737 wurde die Kirche nach Plänen von Johann Paul Heumann umgebaut. Das Kirchenschiff wurde verbreitert, erhöht und mit Emporen versehen. An der Südwestseite entstand eine weitere Gruft für die Familienmitglieder des Obergutes.
Auf dem massiven Unterbau ist der Oberbau in Fachwerkbauweise ausgeführt. Das in Osten und Westen abgewalmte Dach trägt einen viereckigen Dachreiter.

## Ausstattung

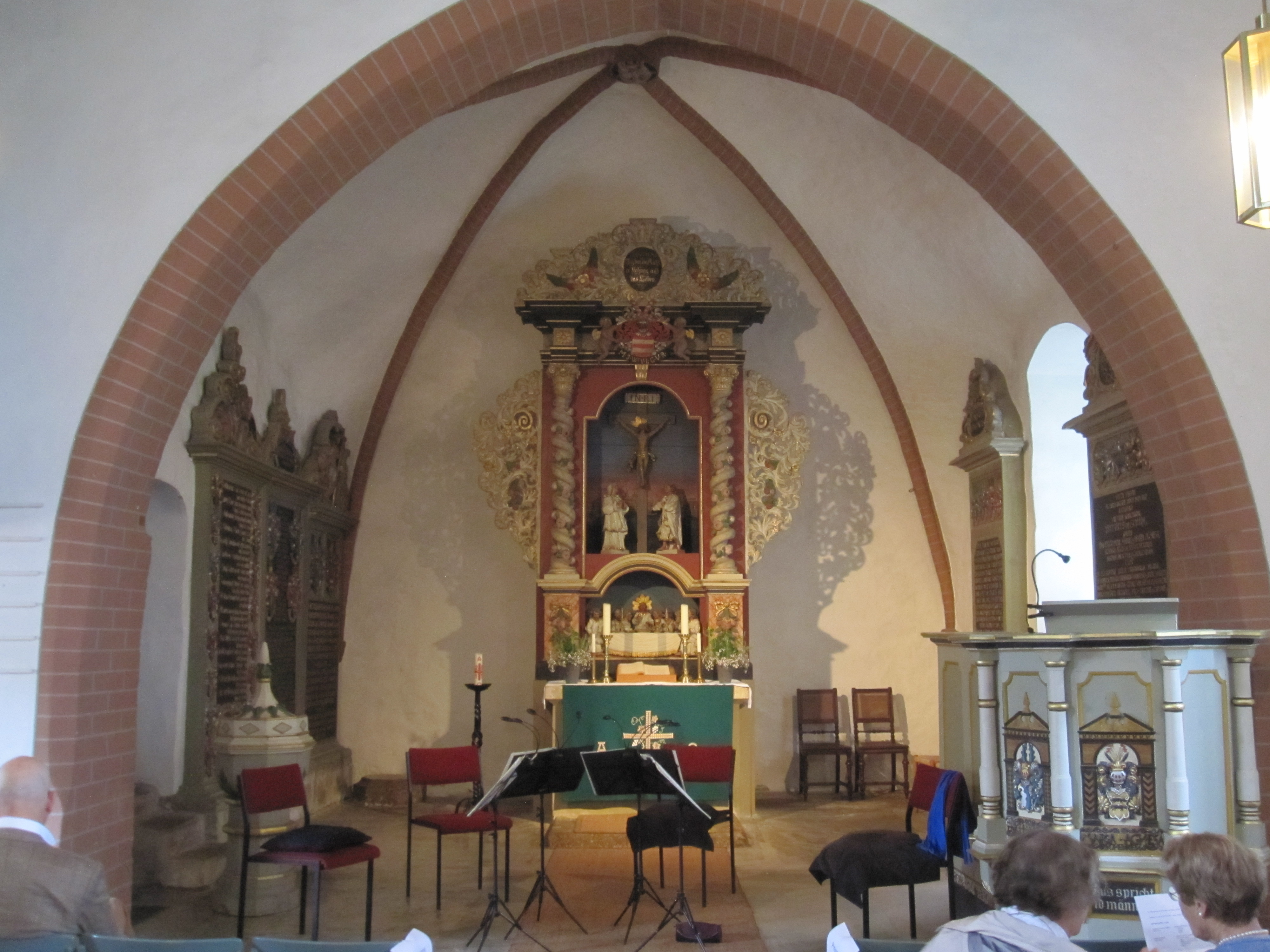
Inneres mit Taufstein, Altar und Kanzel

### Altar
Johann Conrad Ziesenis fertigte 1710 für 60 Taler den Altar. Das bereits im 19. Jahrhundert wurmstichige Werk aus dem späten Barock zeigt neben gewundenen Säulen und kräftigem Laubwerk Abendmahl, Kreuzigung und das von Engeln gehaltene Wappen der Familie von Reden.
Vermutlich 1629 stifteten von Lenthes die farbenprächtige Kanzel sowie 1670 den heutigen Taufstein aus Silber mit Barockornamenten und der Inschrift „W. v. L. M. J. v. R.“.

### Glocken
Bereits im Jahr 1393 wurde eine Glocke in Lenthe erwähnt. Der hannoversche Glockengießer Ludolf Siegfried fertigte 1671 in Hannover zwei Glocken für die Kirche. Dazu nutzte er als Material auch eine eingeschmolzene ältere Glocke aus Lenthe. Im Jahr 1898 goss die Firma Radler in Hildesheim unter Verwendung der eingeschmolzenen Siegfried’schen Glocken zwei neue Glocken für Lenthe. Von diesen wurde eine 1917, die andere 1942 für Kriegszwecke beschlagnahmt. Nachdem von 1927 bis 1955 eine eiserne Ersatzglocke genutzt worden war, erhielt die Lenther Kirche am 8. Mai 1955 drei 1954 von Friedrich Wilhelm Schilling in Heidelberg gegossene neue Glocken.

### Orgel

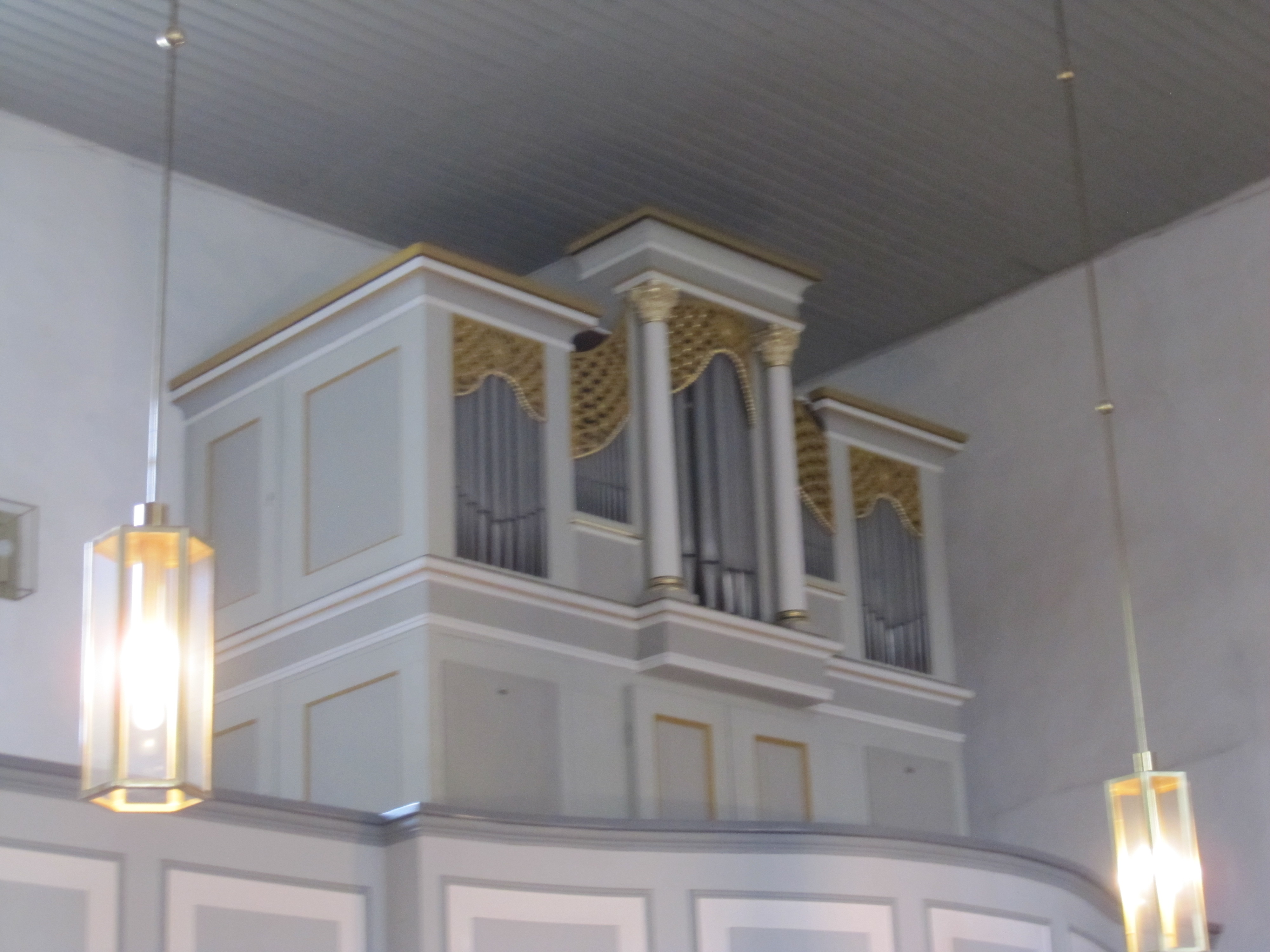
Die Orgel

Die Lenther Kirche erhielt erstmals 1818 eine vom Orgelbauer Meyer aus Hannover gefertigte Orgel. Die Erben des in Lenthe geborenen Werner von Siemens stifteten 1899 den Bau einer neuen durch P. Furtwängler & Hammer. Die dritte, im Jahr 1969 von der Orgelwerkstatt Schmidt & Thiemann aus Hannover gebaute Orgel an der Nordseite der Kirche nutzt den Prospekt der Orgel von 1818. Sie wurde 1977 vervollständigt und verfügt über acht Register mit Schleifenteilung zwischen b/h.
| I Manual C–g3 |                 |    |
| 1.            | Gedackt         | 8′ |
| 2.            | Quintade        | 8′ |
| 3.            | Prinzipal       | 4′ |
| 4.            | Rohrflöte       | 4′ |
| 5.            | Gemshorn        | 2′ |
| 6.            | Sesquialtera II |    |
| 7.            | Mixtur III      |    |

| Pedal C–f1 |         |     |
| 8.         | Subbass | 16′ |

- Koppel: I/P

## Sonstiges
Im Jahr 1697 stahl die Bande um Nikol List eine Reihe von wertvollen, teils noch aus der Anfangszeit stammenden Ausstattungsobjekten aus der Lenther Kirche.
Die Kirche ist eines der zehn Baudenkmale in Lenthe.